# Ait Djemaa
Aït Djemaa (en kabyle : At Djimaa, ⴰⵜ ⴷⵊⵉⵎⴰⴰ en tifinagh) est un village de Kabylie, situé dans la commune d'Ait Bouaddou et dépendant de la Daïra d'Ouadhia dans la wilaya de Tizi Ouzou en Algérie. Il est constitué de trois grandes familles, At Qamuc, Ibulaazizen, At Ahmed ainsi qu'Imrabdhen At Elmansour.

## Géolocalisation
Le village d'Aït Djemaa se situe au sud-est de la commune d'Aït Bouaddou dont il est le chef-lieu.
| Ait Mallem , Takherradjit et Tamkarbout | Aït Khelfa , Azaghar (Agouni Gueghrane) et Ouadhia | Iazunen et Aït El Kaïd        |
| Ait Djemaa                              | Aït Djemaa                                         | Aït Ergane (Agouni Gueghrane) |
| Ait Djemaa et Aït Ouel Hadj             | Parc national du Djurdjura et Aït Ouel Hadj        | Djurdjura et Aït Ergane       |

La commune d'Aït Bouaddou se situe au sud-ouest de la daïra des Ouadhias.
| Mechtras    | Tizi N'Tleta                                            | Ouadhia          |
| Assi Youcef | Aït Bouaddou                                            | Agouni Gueghrane |
| Assi Youcef | Parc national du Djurdjura et Haïzer (wilaya de Bouira) | Agouni Gueghrane |

## Villages d'Aït Bouaddou
La commune d'Aït Bouaddou est composée de neuf villages :
- Aït Amar
- Aït Djemaa, chef-lieu de la commune
- Aït Khalfa
- Ait Irane, à 813 m d'altitude.
- Aït Ouel Hadj
- Aït Maalem
- Ibadissen
- Takherradjit
- Tamkarbout